# Ельсдорф
Ельсдорф (нім. Elsdorf) — місто в Німеччині, знаходиться в землі Північний Рейн-Вестфалія. Підпорядковується адміністративному округу Кельн. Входить до складу району Райн-Ерфт.
Площа — 66,00 км2. Населення становить 21 745 ос. (станом на 31 грудня 2020).

## Економіка
- Elsdorfer Molkerei und Feinkost GmbH — молокозавод.

## Галерея

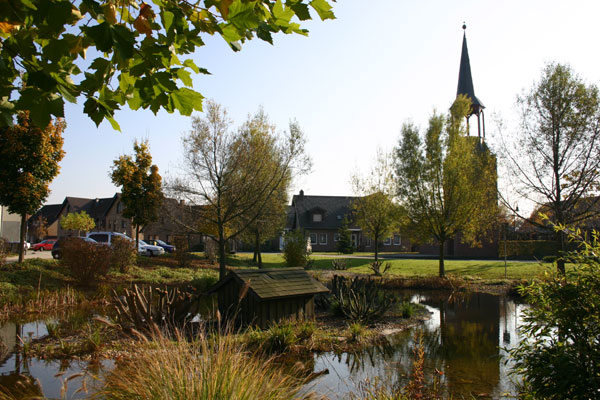
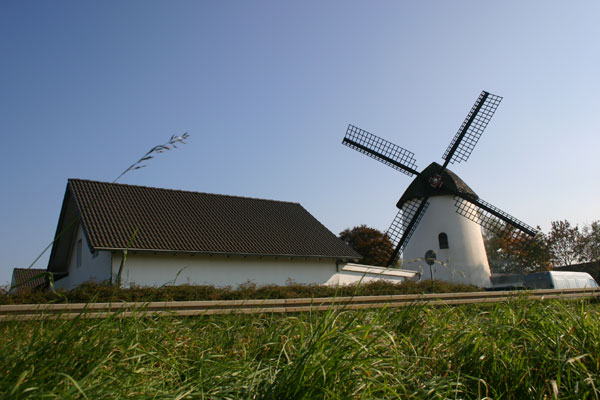
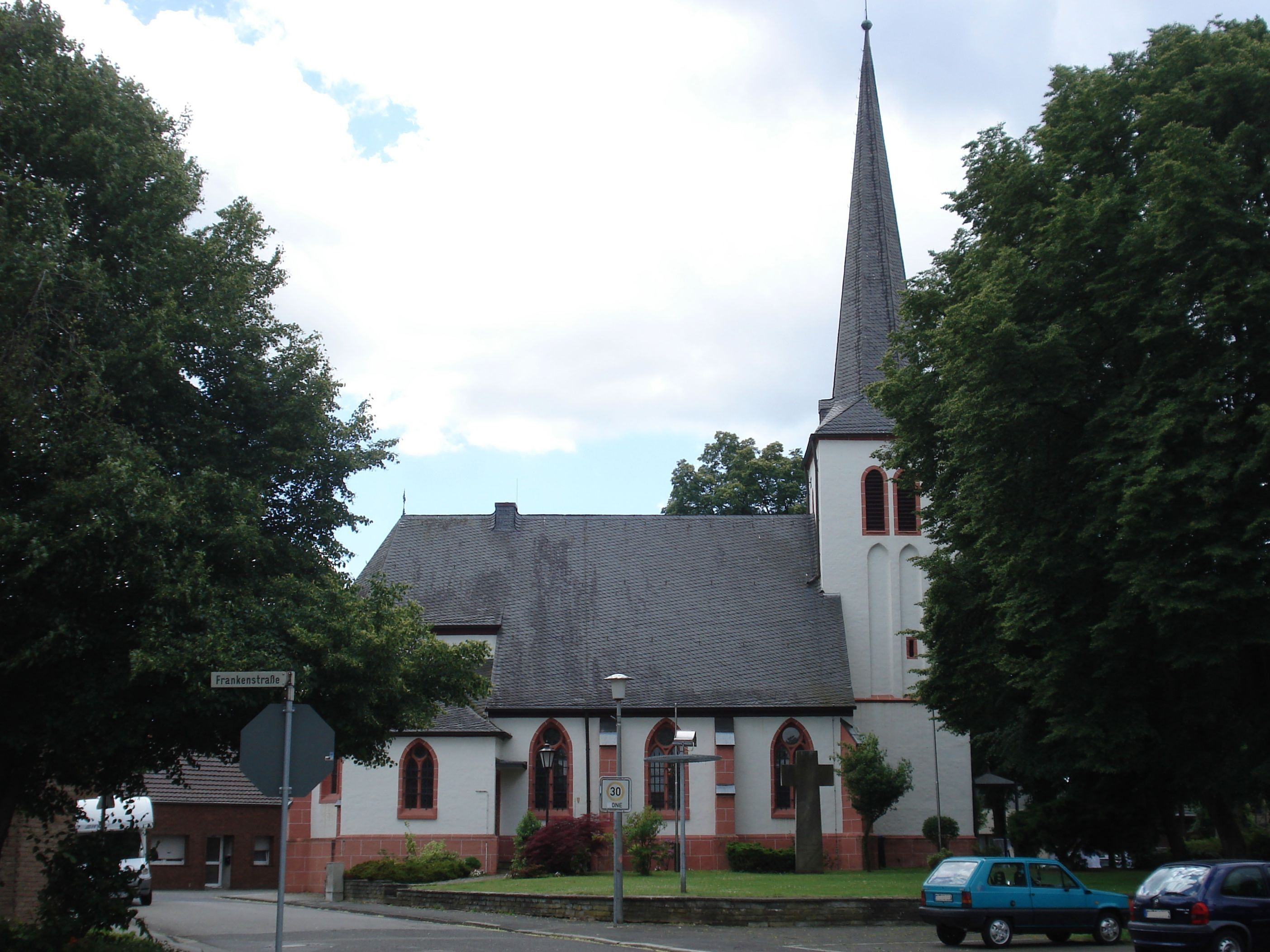
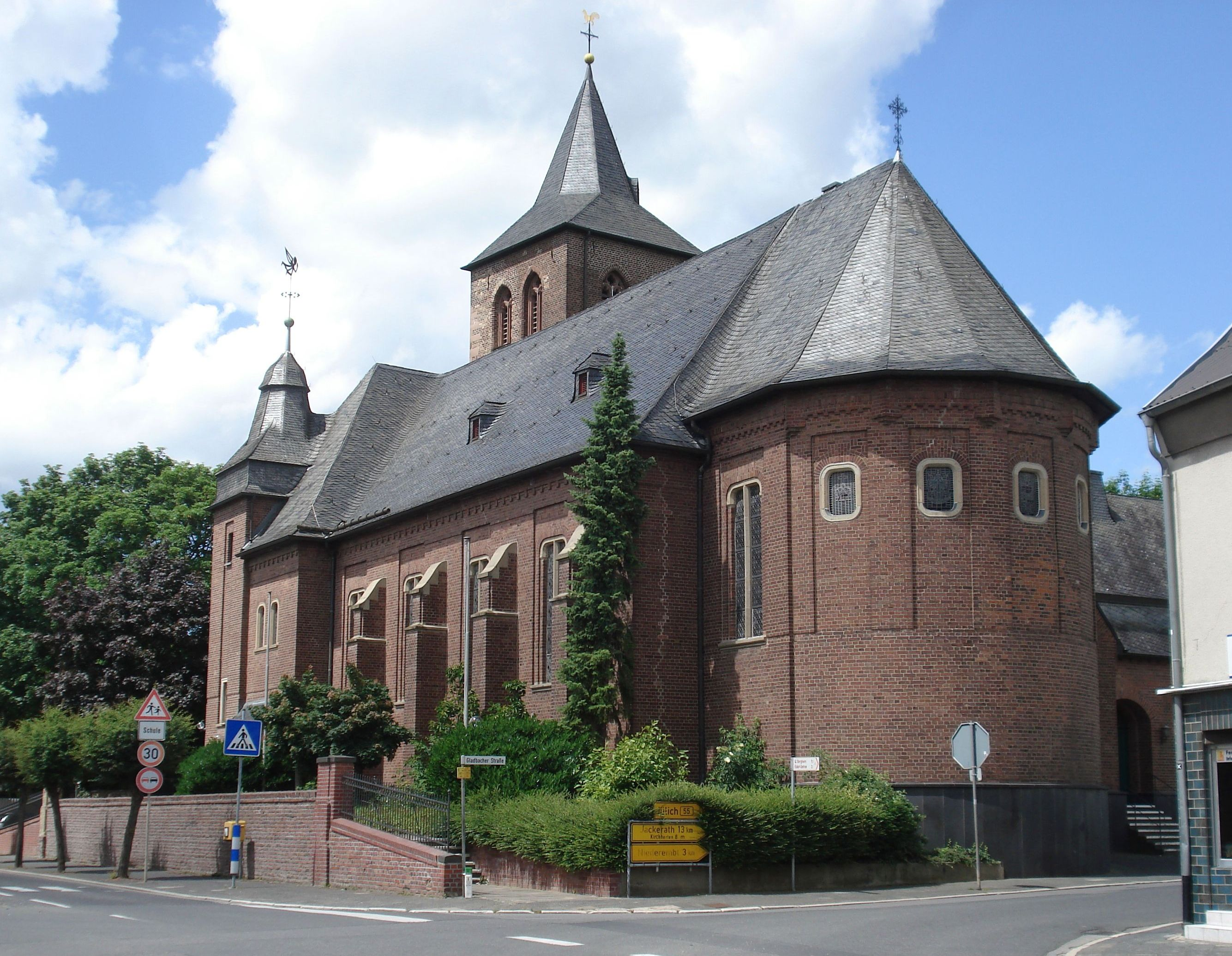
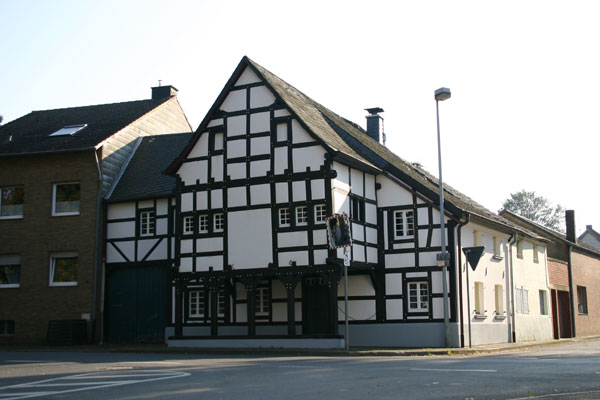
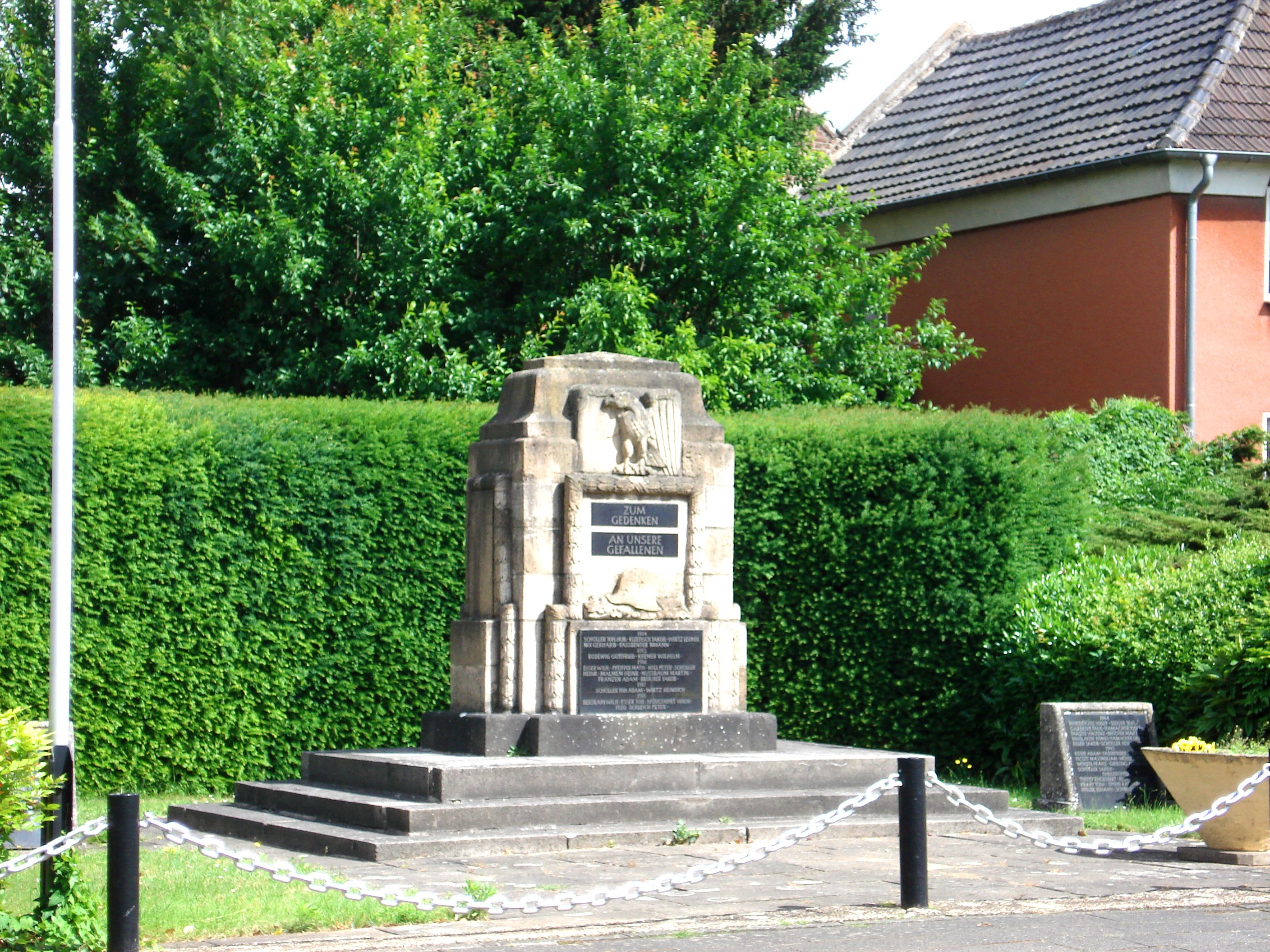

## Уродженці
- Фрідріх Віланд (1914—2000) — офіцер розвідувальних частин вермахту, майор резерву.